# Estadio Piedras Negras
El estadio Piedras Negras es un campo de fútbol localizado en la localidad de Piedras Negras, en Coahuila de Zaragoza, México. Se espera construirlo en cuatro fases, de las que se ha terminado la primera que le da una capacidad para 6000 espectadores. Cuando se termine su construcción se espera que pueda albergar 25 000 espectadores. Su construcción se inició en mayo de 2006.
- Datos: Q5848321